# Oreochloa seslerioides
Oreochloa seslerioides är en gräsart som först beskrevs av Carlo Allioni, och fick sitt nu gällande namn av Karl Carl Richter. Oreochloa seslerioides ingår i släktet Oreochloa och familjen gräs. Inga underarter finns listade i Catalogue of Life.